# Języki bantu F
Języki bantu F – grupa geograficzna języków bantu z wielkiej rodziny języków nigero-kongijskich. Swoim zasięgiem obejmuje Tanzanię.

## Klasyfikacja
Poniżej przedstawiono klasyfikację języków bantu F według Guthriego zaktualizowaną przez J.F. Maho. Klasyfikacja Ethnologue bazuje na klasyfikacji Guthriego, jednak odbiega od niej znacznie, m.in. stosuje inny kod – trzyliterowy oparty na ISO 639 i inaczej grupuje języki.

### F10Języki tongwe-bende
F11 tongwe
F12 bende

### F20Języki sukuma-nyamwezi
F21 sukuma – „gwe”
F21A kemunasukuma
F21B kemunangweeli
F21C kiiya
F21D kemunadakama
F21E nasa
F21F sumaaBu
F21G nelaa
F21H ntuzu
F22 nyamwezi
F22A galaganza
F22B mweri
F22C konongo
F22D nyanyembe
F22E takama
F22F nangwila
F22G ilwana
F22H uyui
F22I rambo
F22J ndaala
F22K nyambiu
F23 sumbwa
F24 kimbu
F25 bungu

### F30Języki nilamba-rangi
F31 ilamba – ilamba
F31A środkowy laamba – kinilaamba
F31B ihaanzu – isanzu
F31C ushoola – kinushoola
F31D iambi – nyambi
F31E mbuga
F32 nyaturu – remi
F33 rangi – langi, irangi
F34 mbugwe – buwe